# قطعنامه ۹۵۹ شورای امنیت
قطعنامه ۹۵۹ شورای امنیت سازمان ملل متحد که در تاریخ ۱۹ نوامبر ۱۹۹۴ تصویب شد، سندی بین‌المللی دربارهٔ بوسنی و هرزگوین است. این قطعنامه طی نشست ۳۴۶۲ام با ۱۵ رای موافق، ۰ مخالف و ۰ ممتنع تصویب شد.